# Speleologi
Speleologi (oldgræsk: spelaion grotte og logos læren om) er videnskaben om grotter. En person der beskæftiger sig med speleologi kaldes en speleolog.